# Carex bakkeriana
Carex bakkeriana är en halvgräsart som beskrevs av D.T.E.Ploeg och Rudolphy. Carex bakkeriana ingår i släktet starrar, och familjen halvgräs. Inga underarter finns listade i Catalogue of Life.